# Liste de drapeaux représentant une vague
Cet article décrit une liste de drapeaux représentant une ou plusieurs vagues sur leur dessin.

## Allemagne

### Arrondissement

Drapeau de l'arrondissement du Plateau des lacs mecklembourgeois
Drapeau de l'arrondissement de Müritz
Drapeau de l'arrondissement de Schwalm-Eder
Drapeau de l'arrondissement de Wetterau

### Commune

#### Bade-Wurtemberg

Drapeau de Bad Dürrheim

#### Basse-Saxe

Drapeau de Bad Fallingbostel
Drapeau de Boffzen
Drapeau de Bülstedt
Drapeau de Fürstenberg (Basse-Saxe)
Drapeau de Hollenstedt
Drapeau de Samtgemeinde Holtriem
Drapeau de Jemgum
Drapeau de Samtgemeinde Jümme
Drapeau de Juist
Drapeau de Krebeck
Drapeau de Kranenburg (Oste)
Drapeau de Lünne
Drapeau de Lauenförde
Drapeau de Rosdorf
Drapeau de Salzbergen
Drapeau de Sande
Drapeau de Schapen
Drapeau de Seeburg (Basse-Saxe)
Drapeau de Seevetal
Drapeau de Spiekeroog
Drapeau de Tespe
Drapeau de Wangerooge
Drapeau de Wolfsburg

#### Bavière

Drapeau d'Ansbach
Drapeau de Bad Grönenbach

#### Brandebourg

Drapeau de Neuhausen/Spree
Drapeau de Schwedt-sur-Oder

#### Hesse

Drapeau de Brachttal
Drapeau de Brensbach
Drapeau de Grasellenbach
Drapeau de Lautertal (Odenwald)
Drapeau de Maintal

#### Mecklembourg-Poméranie-Occidentale

Drapeau de Dabel
Drapeau de Dobbertin
Drapeau de Groß Gievitz
Drapeau de Kalkhorst
Drapeau de Kemnitz
Drapeau de Kirch Jesar
Drapeau de Kobrow
Drapeau de Siggelkow
Drapeau de Tessenow
Drapeau de Ummanz

#### Rhénanie-du-Nord-Westphalie

Drapeau de Bad Oeynhausen
Drapeau de Billerbeck
Drapeau d'Ennepetal
Drapeau de Dormagen
Drapeau de Gronau
Drapeau de Herzebrock-Clarholz
Drapeau de Leichlingen
Drapeau de Lotte
Drapeau de Morsbach
Drapeau de Nachrodt-Wiblingwerde
Drapeau de Niederkassel
Drapeau de Petershagen
Drapeau de Saerbeck
Drapeau de Schoetmar
Drapeau de Schwelm
Drapeau de Waldbröl
Drapeau de Wegberg

#### Schleswig-Holstein

Drapeau d'Alt Mölln
Drapeau de List auf Sylt
Drapeau de Schretstaken

## Andorre

Drapeau d'Andorre-la-Vieille

## Azerbaïdjan

Drapeau de la Marine azerbaïdjanaise
Drapeau des Gardes-côteas d'Azerbaïdjan
Drapeau du président de l'Azerbaïdjan à bord d'un navire du service des frontières de l'État
Drapeau du chef de la police des frontières - Commandant des troupes frontalières
Drapeau du chef d'état-major des troupes frontalières
Drapeau du commandant d'un groupe de navires
Drapeau du Commandant Suprême des forces armées d'Azerbaïdjan

## Belgique

Drapeau d'Antoing
Drapeau d'Attert
Drapeau de Bièvre
Drapeau de Chaumont-Gistoux
Drapeau de Denderleeuw
Drapeau de Flémalle
Drapeau de Geetbets
Drapeau de Lasne
Drapeau de Saint-Laurent (Belgique)
Drapeau de Viroinval

## Biélorussie

Drapeau de Biaroza
Drapeau de Biarozawka
Drapeau de Novaloukoml
Drapeau de Miory
Drapeau de Rassony

## Bosnie-Herzégovine

Drapeau du Canton d'Herzégovine-Neretva
Drapeau du Canton de la Posavina
Drapeau du Canton du Podrinje bosnien
Drapeau du Canton d'Una-Sana
Drapeau de Cazin
Drapeau de Stolac

## Croatie

Drapeau du Comitat de Brod-Posavina

## Tchéquie

Drapeau de la Bohême-Centrale
Drapeau de la Région de Karlovy Vary
Drapeau de la Région d'Olomouc
Drapeau de la Région d'Ústí nad Labem
Drapeau d'Albrechtice nad Orlicí
Drapeau de Bílá (district de Frýdek-Místek)
Drapeau de Bohušovice nad Ohří
Drapeau de Borek
Drapeau de Borovnice
Drapeau de Brandýsek
Drapeau de Bublava
Drapeau de Bystré (district de Svitavy)
Drapeau de Bystřice (district de Frýdek-Místek)
Drapeau de Chlum
Drapeau de Chlumec nad Cidlinou
Drapeau de Čimelice
Drapeau de Černá Voda
Drapeau de Černava
Drapeau de Decin
Drapeau de Dětmarovice
Drapeau de Dolní Bělá
Drapeau de Dolní Kalná
Drapeau de Dolní Lomná
Drapeau de Doudleby nad Orlicí
Drapeau de Fryšava pod Žákovou horou
Drapeau de Hartvíkovice
Drapeau de Havířov
Drapeau de Hluboká nad Vltavou
Drapeau de Horní Krupá
Drapeau de Horní Poříčí
Drapeau de Horní Třešňovec
Drapeau de Hrotovice
Drapeau de Hulice
Drapeau de Klášterec nad Orlicí
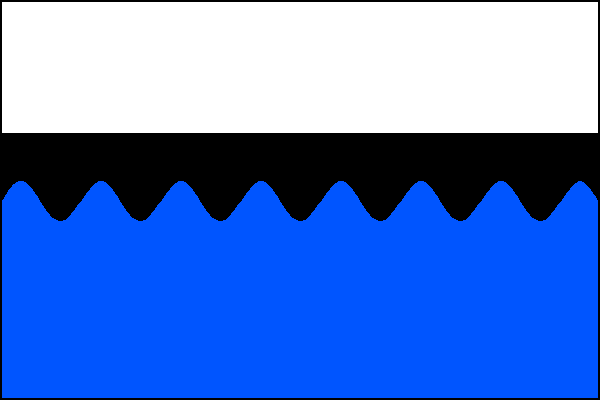
Drapeau de Konětopy
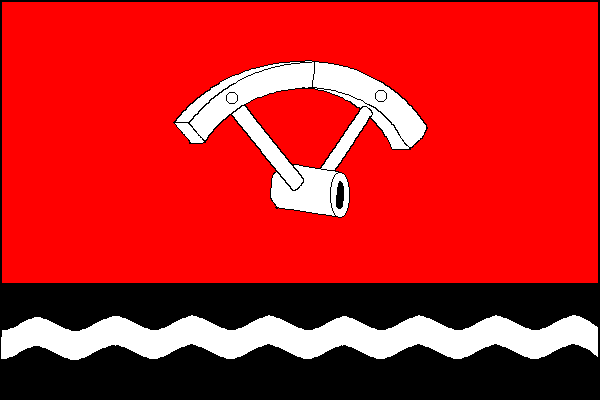
Drapeau de Kornatice
Drapeau de Kramolín
Drapeau de Kružberk
Drapeau de Kvilda
Drapeau de Lavičky
Drapeau de Lazinov
Drapeau de Libice nad Cidlinou
Drapeau de Libomyšl
Drapeau de Lochenice
Drapeau de Lomnička
Drapeau de Loukovice
Drapeau de Lubná (district de Svitavy)
Drapeau de Malšovice
Drapeau de Němčice (district de Svitavy)
Drapeau de Nové Hamry
Drapeau d'Obora
Drapeau d'Oplany
Drapeau de Pastviny
Drapeau de Převýšov
Drapeau de Prlov
Drapeau de Radimovice
Drapeau de Radvanec
Drapeau de Rajnochovice
Drapeau de Rokytnice nad Rokytnou
Drapeau de Rybník
Drapeau de Řeka
Drapeau de Sázava
Drapeau de Semechnice
Drapeau de Skřivany
Drapeau de Slatina
Drapeau de Soběšovice
Drapeau de Srbská Kamenice
Drapeau de Stará Ves nad Ondřejnicí
Drapeau de Stojice
Drapeau de Suchdol nad Odrou
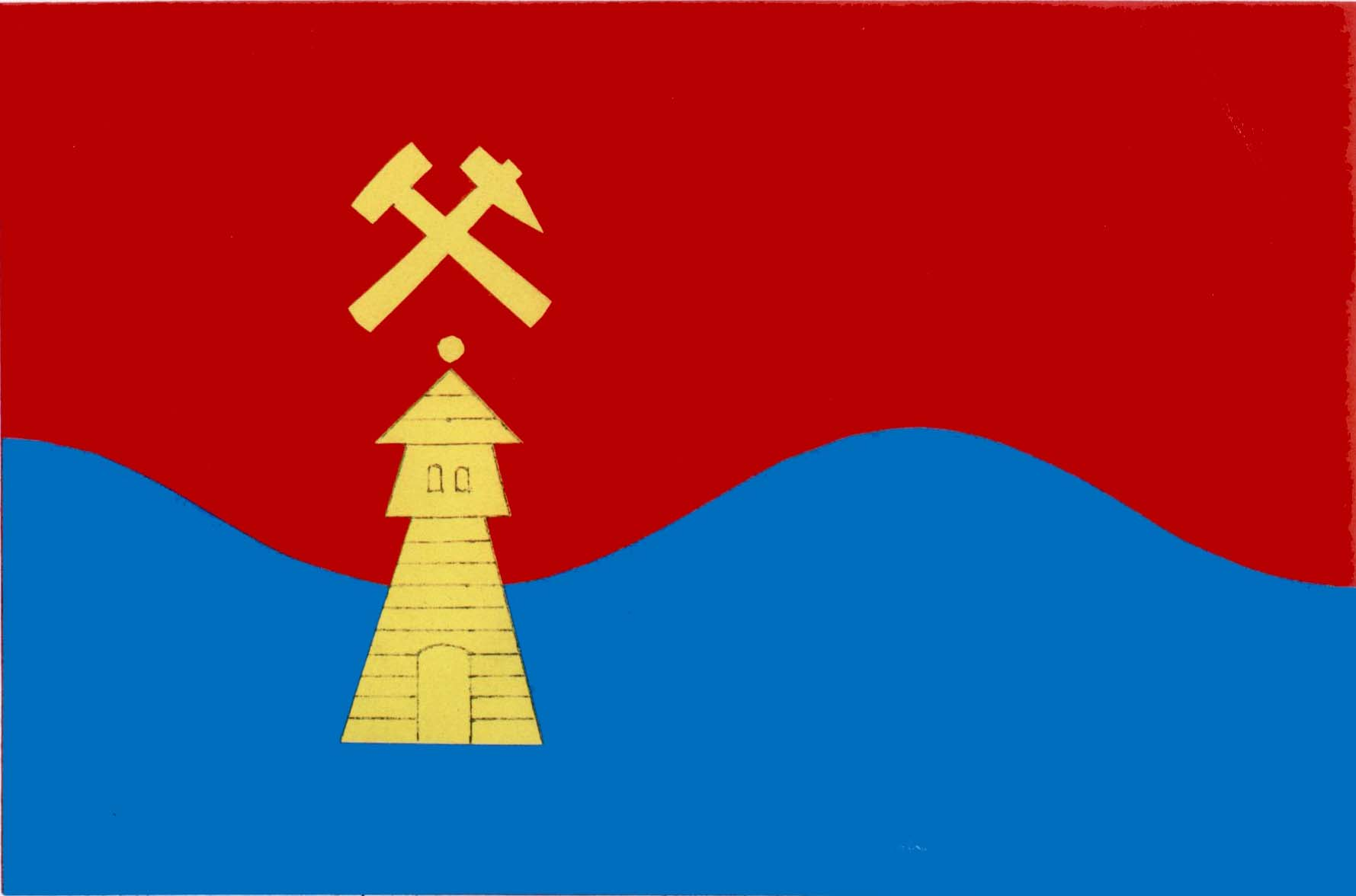
Drapeau de Suchovršice
Drapeau de Sukorady
Drapeau de Staré Hradiště
Drapeau de Svatojanský Újezd
Drapeau de Svatý Jan nad Malší
Drapeau de Tálín
Drapeau de Teplička (district de Karlovy Vary)
Drapeau d'Ústí (district de Vsetín)
Drapeau de Vědomice
Drapeau de Velká Chuchle
Drapeau de Velké Březno
Drapeau de Velké Přítočno
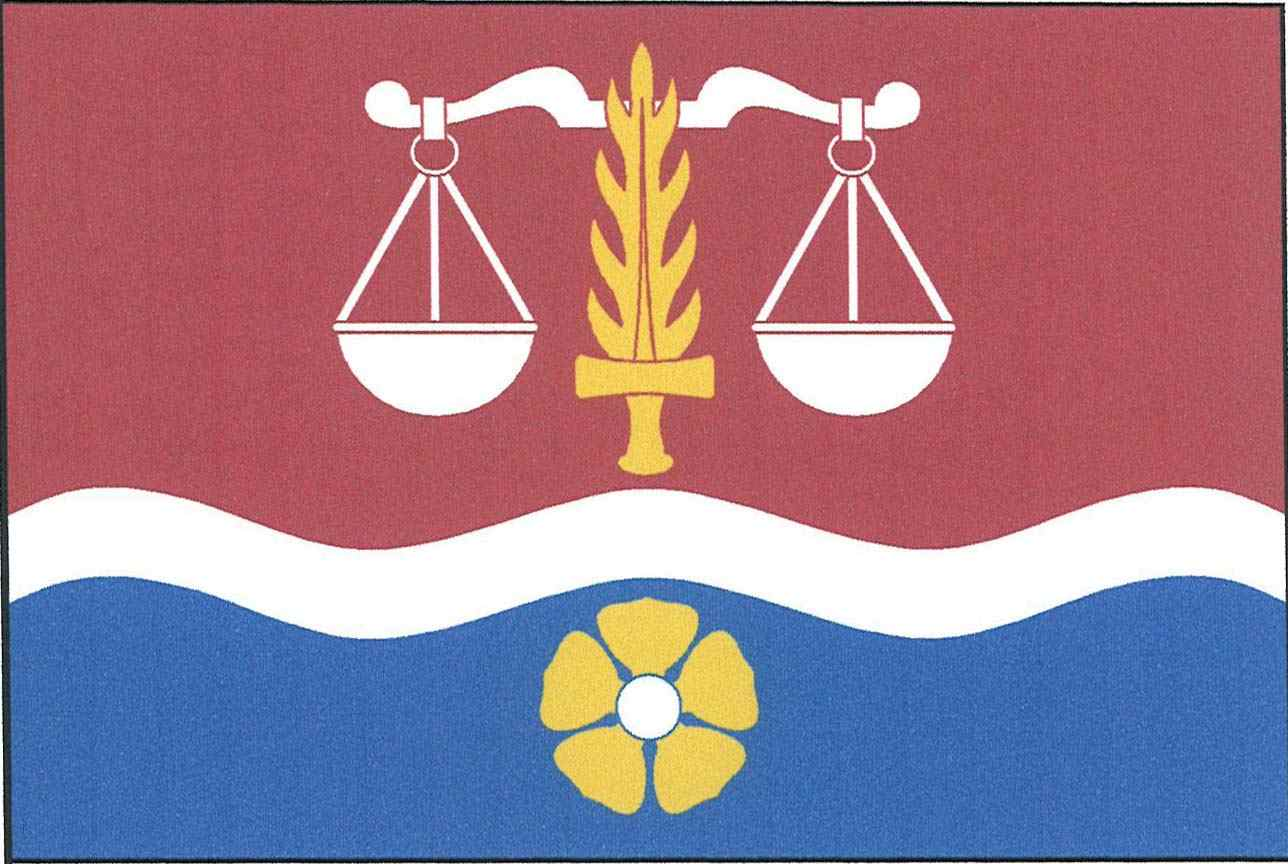
Drapeau de Vernéřovice
Drapeau de Višňová (district de Liberec)
Drapeau de Žabovřesky nad Ohří
Drapeau de Zálezlice
Drapeau de Žermanice

## Estonie

Drapeau de la République socialiste soviétique d'Estonie de 1953 à 1990, recto
Drapeau de la République socialiste soviétique d'Estonie de 1953 à 1990, verso

### Comté de Harju

#### Commune

Drapeau de la Commune d'Anija (2003–)
Drapeau de la Commune de Jõelähtme (1992–)
Drapeau de la Commune de Kose (2014–)
Drapeau de la Commune de Lääne-Harju
Drapeau de la Commune de Viimsi (1994–)

#### Ancienne commune

Drapeau de Kose (1997–2013)
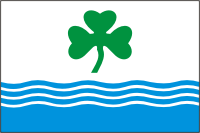
Drapeau de Kuusalu (1998–2005)

#### Arrondissement

Drapeau de l'arrondissement de Lasnamäe

### Comté de Hiiu

#### Commune

Drapeau de la Commune de Hiiuma (2017-)

#### Ancienne commune

Drapeau de la Commune d'Emmaste (1996–2017)
Drapeau de la Commune de Hiiuma (2013–2017)
Drapeau de la Commune de Kõrgessaare (1994–2013)

### Comté de Järva

Drapeau du Comté de Järva

#### Commune

Drapeau de la Commune de Järva

#### Ancienne commune

Drapeau de la Commune d'Ambla
Drapeau de la Commune de Koeru
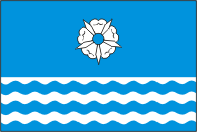
Drapeau de la Commune de Roosna-Alliku
Drapeau de la Commune de Väätsa

### Comté de Jõgeva

Drapeau du Comté de Jõgeva

#### Commune

Drapeau de la Commune de Mustvee
Drapeau de la Commune de Põltsamaa

#### Ancienne commune

Drapeau de la Commune de Jõgeva
Drapeau de la Commune de Mustvee
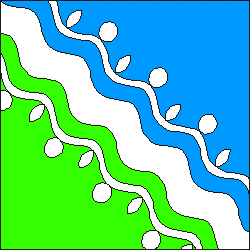
Drapeau de la Commune de Pajusi
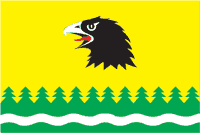
Drapeau de la Commune de Puurmani
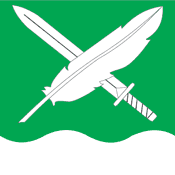
Drapeau de la Commune de Tabivere

### Comté de Lääne

#### Ancienne commune

Drapeau de la Commune de Hanila

### Comté de Pärnu

#### Commune

Drapeau de la Commune de Põhja-Pärnumaa
Drapeau de la Commune de Tori

#### Ancienne commune

Drapeau de la Commune de Tahkuranna
Drapeau de la Commune de Tootsi
Drapeau de la Commune de Tori
Drapeau de la Commune de Vändra
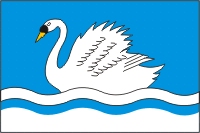
Drapeau de la Commune de Varbla

### Comté de Põlva

#### Ancienne commune

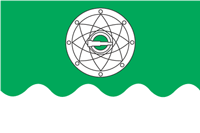
Drapeau de la Commune de Mikitamäe
Drapeau de la Commune d'Orava
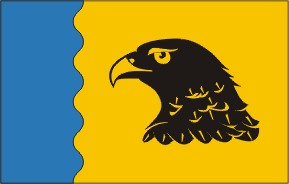
Drapeau de la Commune de Valgjärve
Drapeau de la Commune de Veriora

### Comté de Rapla

#### Ancienne commune

Drapeau de la Commune de Märjamaa

### Comté de Saare

Drapeau du Comté de Saare

#### Commune

Drapeau de la Commune de Muhu

#### Ancienne commune

Drapeau de la Commune de Laimjala
Drapeau de la Commune de Mustjala

### Comté de Tartu

Drapeau du Comté de Tartu

#### Commune

Drapeau de la Commune de Kambja
Drapeau de la Commune de Kastre
Drapeau de la Commune de Luunja
Drapeau de la Commune de Peipsiääre
Drapeau de la Commune rurale de Tartu

#### Ancienne commune

Drapeau de Kambja
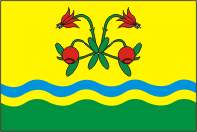
Drapeau de Laeva
Drapeau de Mäksa
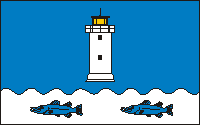
Drapeau de Meeksi
Drapeau de Peipsiääre
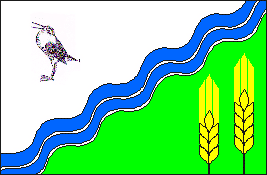
Drapeau de Tähtvere
Drapeau de Tartu

### Comté de Valga

#### Ancienne commune

Drapeau de la Commune de Palupera
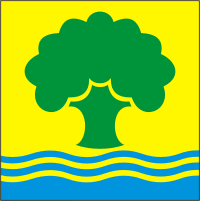
Drapeau de la Commune de Pühajärve
Drapeau de la Commune de Tõlliste

### Comté de Viljandi

#### Ancienne commune

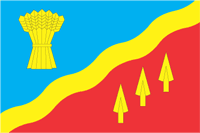
Drapeau de la Commune de Pärsti
Drapeau de la Commune de Viiratsi

### Comté de Viru occidental

Drapeau du Comté de Viru occidental

#### Ancienne commune

Drapeau de la Commune d'Avanduse
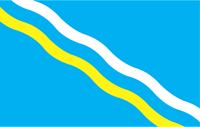
Drapeau de la Commune de Saksi
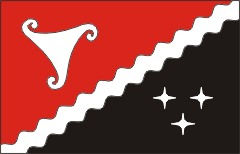
Drapeau de la Commune de Tapa
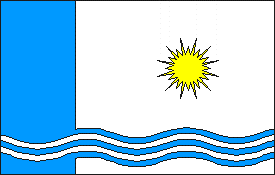
Drapeau de la Commune de Võsu

### Comté de Viru oriental

#### Commune

Drapeau de Toila

#### Ancienne commune

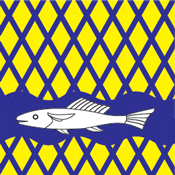
Drapeau de la Commune d'Alajõe
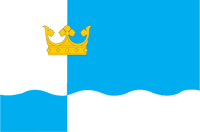
Drapeau de la Commune de Kohtla
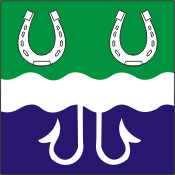
Drapeau de la Commune de Lohusuu

### Comté de Võru

#### Commune

Drapeau de la Commune de Rõuge
Drapeau de la Commune de Võru

#### Ancienne commune

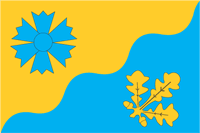
Drapeau de la Commune de Lasva
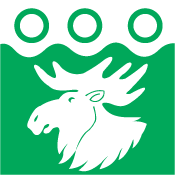
Drapeau de la Commune de Misso
Drapeau de la Commune de Varstu
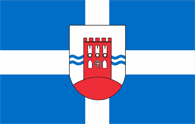
Drapeau de la Commune de Vastseliina

## Finlande

Drapeau de Cajanie
Drapeau de Uusimaa

## Géorgie

Drapeau de Gardabani (municipalité)
Drapeau de Lantchkhouti (municipalité)

## Hongrie

Drapeau de Mindszent
Drapeau de Szentes
Drapeau de Vésztő
Drapeau de Szeghalom
Drapeau de Sarkad
Drapeau de Tiszakécske
Drapeau d'Alsószuha
Drapeau de Boldva
Drapeau de Bogács
Drapeau de Berente
Drapeau de Csincse
Drapeau de Cserépváralja
Drapeau de Bőcs
Drapeau de Bánréve
Drapeau de Hernádcéce
Drapeau de Korlát
Drapeau de Kenézlő
Drapeau de Kazincbarcika
Drapeau de Hernádkak
Drapeau d'Oszlár
Drapeau de Mikóháza
Drapeau de Répáshuta
Drapeau de Szendrő
Drapeau de Sajóvelezd
Drapeau de Szirmabesenyő
Drapeau de Tiszatarján
Drapeau de Tiszapalkonya
Drapeau de Szuhakálló
Drapeau de Vilyvitány
Drapeau de Tiszaújváros
Drapeau de Bóly
Drapeau de Harkány
Drapeau de Sellye
Drapeau de Börcs
Drapeau de Bágyogszovát
Drapeau de Bodonhely
Drapeau de Dunaszentpál
Drapeau de Dunakiliti
Drapeau de Csikvánd
Drapeau de Cirák
Drapeau de Hövej
Drapeau de Himod
Drapeau de Győrsövényház
Drapeau de Győrszemere
Drapeau de Győrladamér
Drapeau de Győr
Drapeau de Fertőd
Drapeau de Mosonmagyaróvár
Drapeau de Mihályi
Drapeau de Mecsér
Drapeau de Markotabödöge
Drapeau de Kópháza
Drapeau de Kimle
Drapeau de Kapuvár
Drapeau de Rábakecöl
Drapeau de Rábacsécsény
Drapeau de Rábacsanak
Drapeau de Pér
Drapeau de Pázmándfalu
Drapeau de Mórichida
Drapeau de Máriakálnok
Drapeau de Rábaszentmihály
Drapeau de Rétalap
Drapeau de Répceszemere
Drapeau de Rábcakapi
Drapeau de Rábatamási
Drapeau de Rábaszentmiklós
Drapeau de Szany
Drapeau de Sopronhorpács
Drapeau de Sobor
Drapeau de Röjtökmuzsaj
Drapeau de Tét
Drapeau d'Árpás
Drapeau de Zsira
Drapeau de Vámosszabadi
Drapeau de Vág
Drapeau de Vitnyéd
Drapeau de Veszkény

## Lettonie

Drapeau de la République socialiste soviétique de Lettonie de 1953 à 1990, recto
Drapeau de la République socialiste soviétique de Lettonie de 1953 à 1990, recto, variante
Drapeau de la République socialiste soviétique de Lettonie de 1953 à 1990, verso

## À classer

Drapeau du 16e arrondissement de Budapest
Drapeau d'Albillos
Drapeau d'Albuñol
Drapeau d'Albuñuelas
Drapeau d'Alcalá de Henares
Drapeau d'Allande
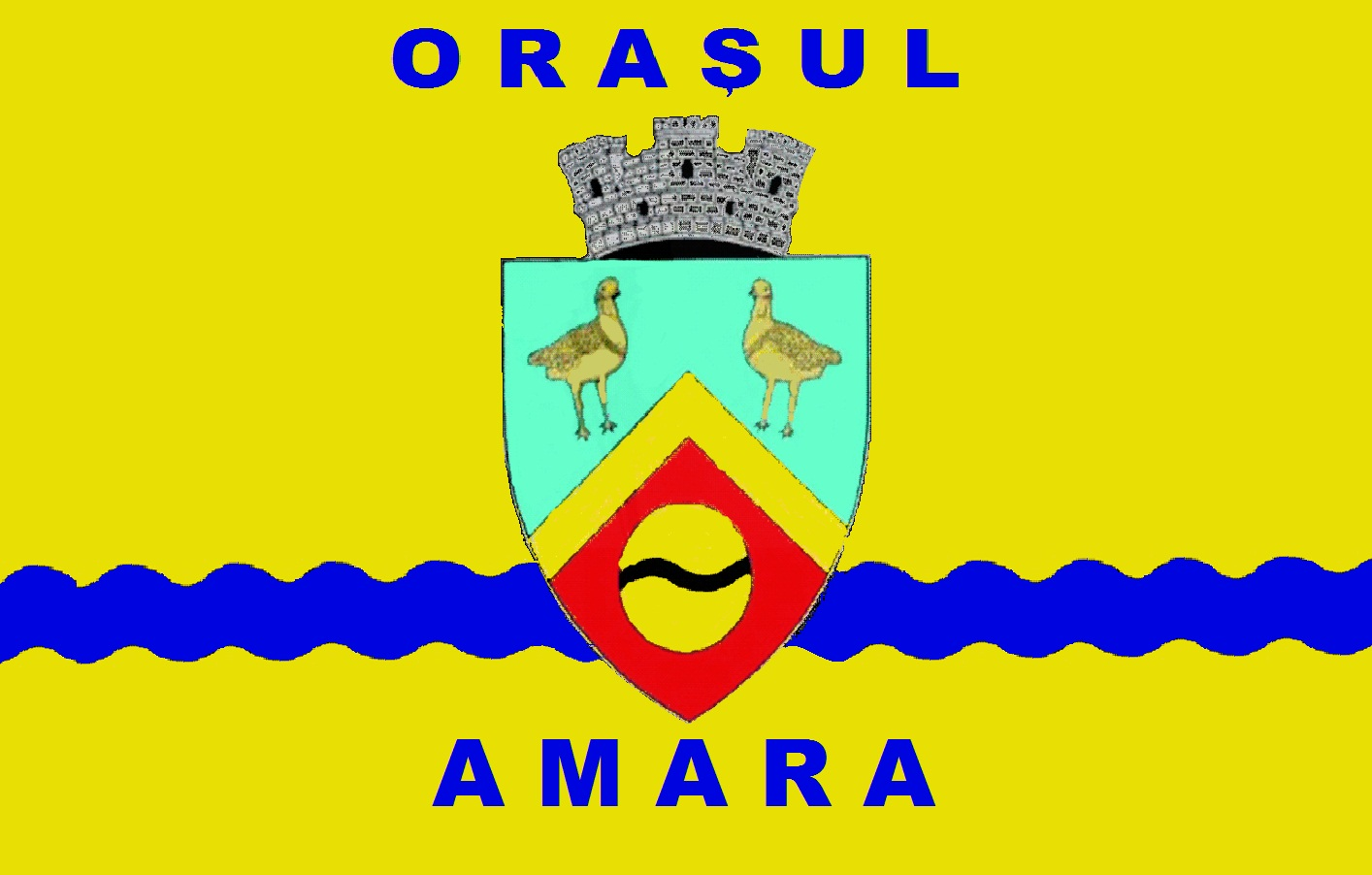
Drapeau d'Amara
Drapeau de l'oblast de l'Amour en 1999
Drapeau de l'oblast de l'Amour
Drapeau d'Anna Paulowna
Drapeau d'Anoia
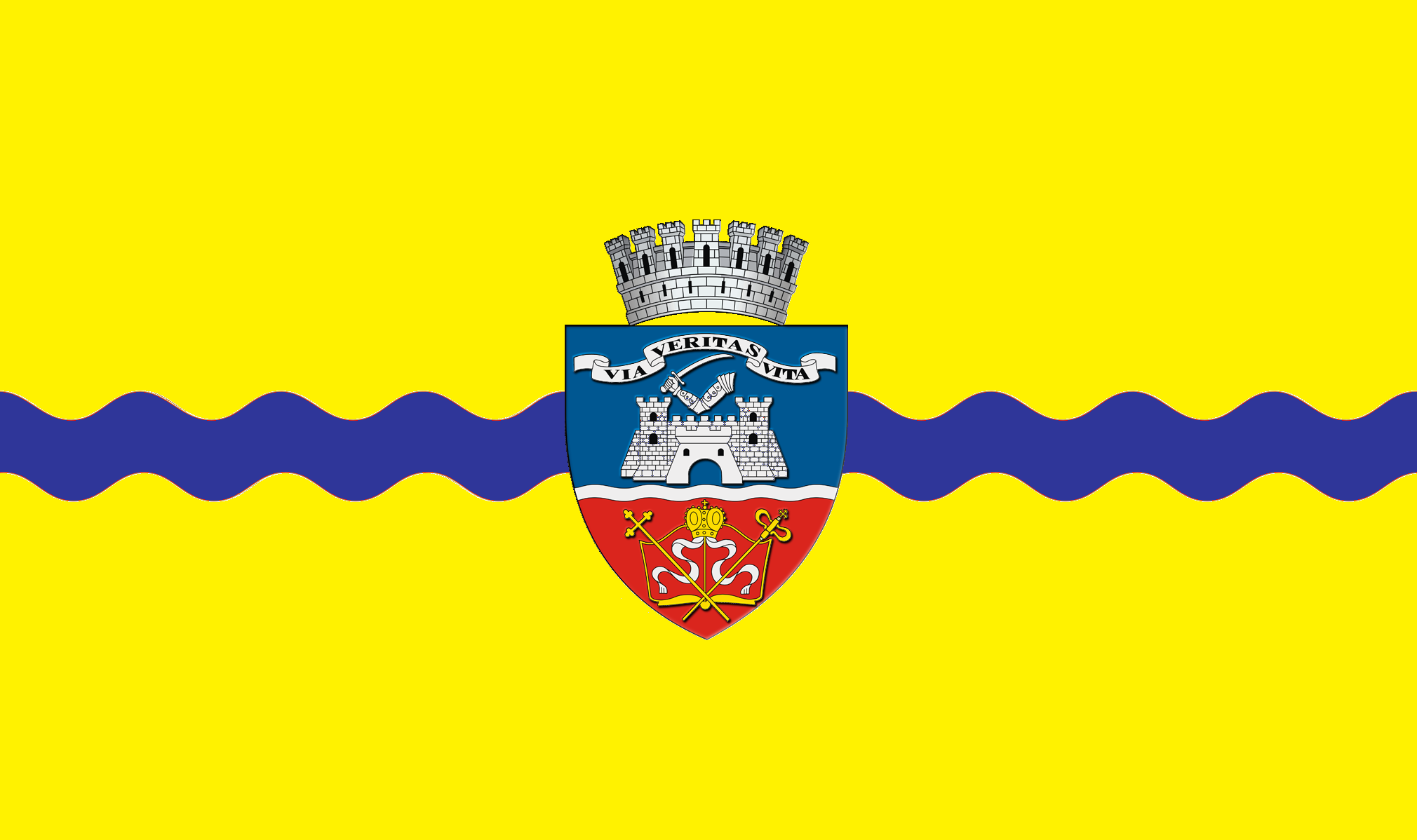
Drapeau d'Arad
Drapeau d'Astrakhan
Drapeau de la région d'Ayeyarwady
Drapeau de Baexem
Drapeau de Barrie
Drapeau de Basilicate
Drapeau de Bath
Drapeau de Bayárcal
Drapeau du Bedfordshire
Drapeau de Beek
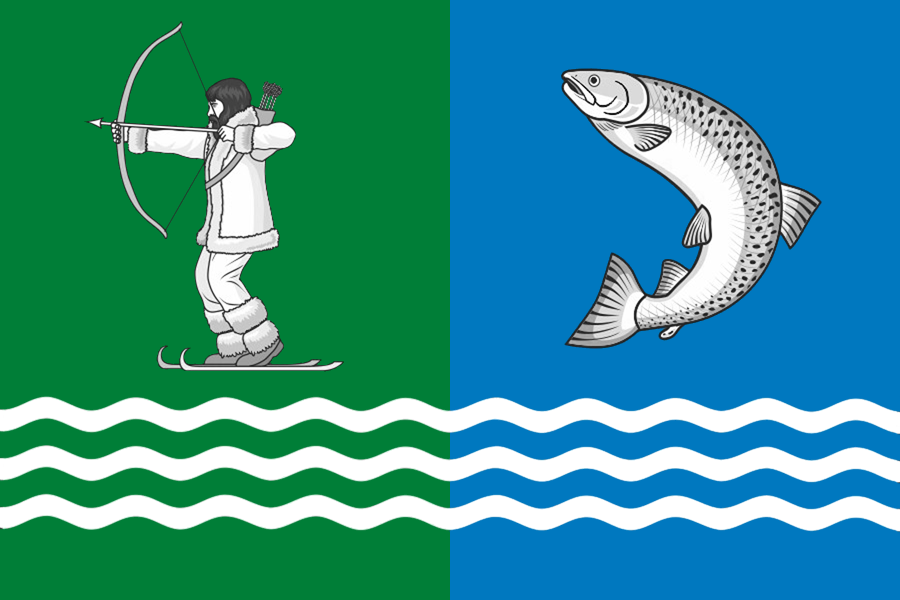
Drapeau du Raïon de Belomorsk
Drapeau de Bernisse
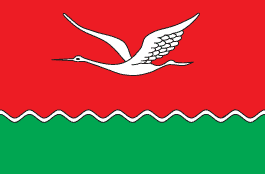
Drapeau du Raion de Borodianka
Drapeau de Colombie-Britannique
Drapeau du Territoire britannique de l'océan Indien en 1990
Drapeau non officiel du Territoire britannique d'outre-mer
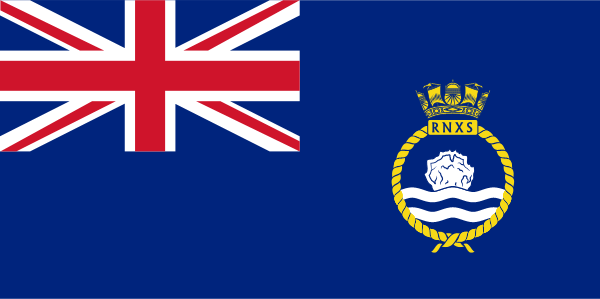
Drapeau de Royal Naval Auxiliary Service
Drapeau de British Royal Maritime Auxiliary Ensign
Drapeau de Budapest de 1984 à 1990
Drapeau de Budapest de 1990 à 2011
Drapeau de Budapest en 2011
Drapeau de Budapest depuis 2011
Drapeau du canton d'Argovie
Drapeau de Catu
Drapeau de Jerez de la Frontera
Drapeau de Chełmno
Drapeau de Chop
Drapeau du Territoire britannique de l'océan Indien
Drapeau de Constanta
Drapeau du comté de Nice
Drapeau du Yorkshire du Sud
Drapeau de Cromstrijen
Drapeau de Cumberland
Drapeau de Cumbria
Drapeau de Dnipropetrovsk
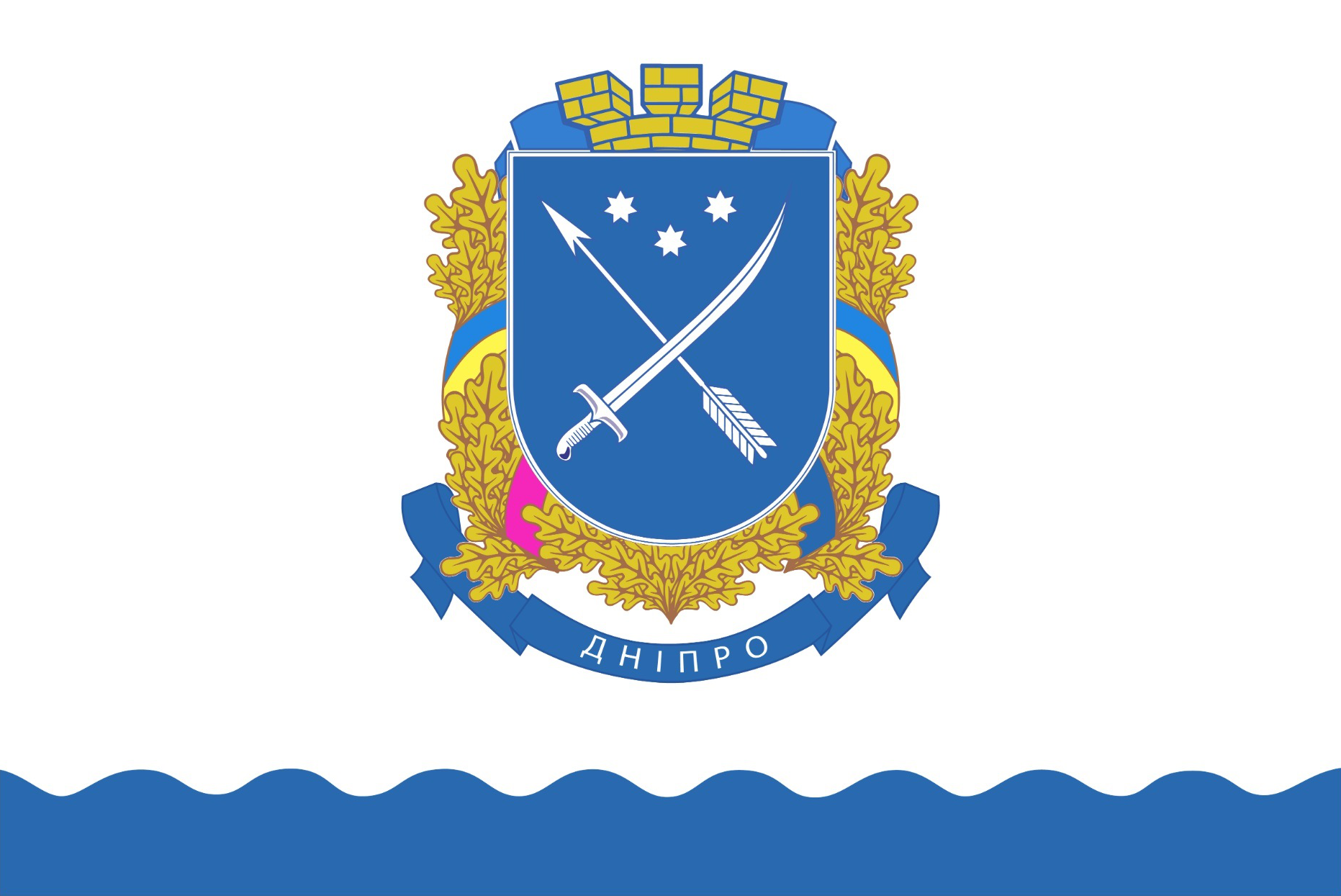
Drapeau de Dnipro
Drapeau de Domingo Pérez de Granada
Drapeau du Sussex de l'Est
Drapeau du Gouvernorat d'Assouan
Drapeau d'El Torno
Drapeau d'Espinosa de los Monteros
Drapeau de Fontana
Drapeau de Gardabani
Drapeau de Giessen
Drapeau de Godów (gmina)
Drapeau de Kaczory (gmina)
Drapeau de Malbork (gmina)
Drapeau de Mszana Dolna (gmina)
Drapeau de Płaska (gmina)
Drapeau de Widuchowa (gmina)
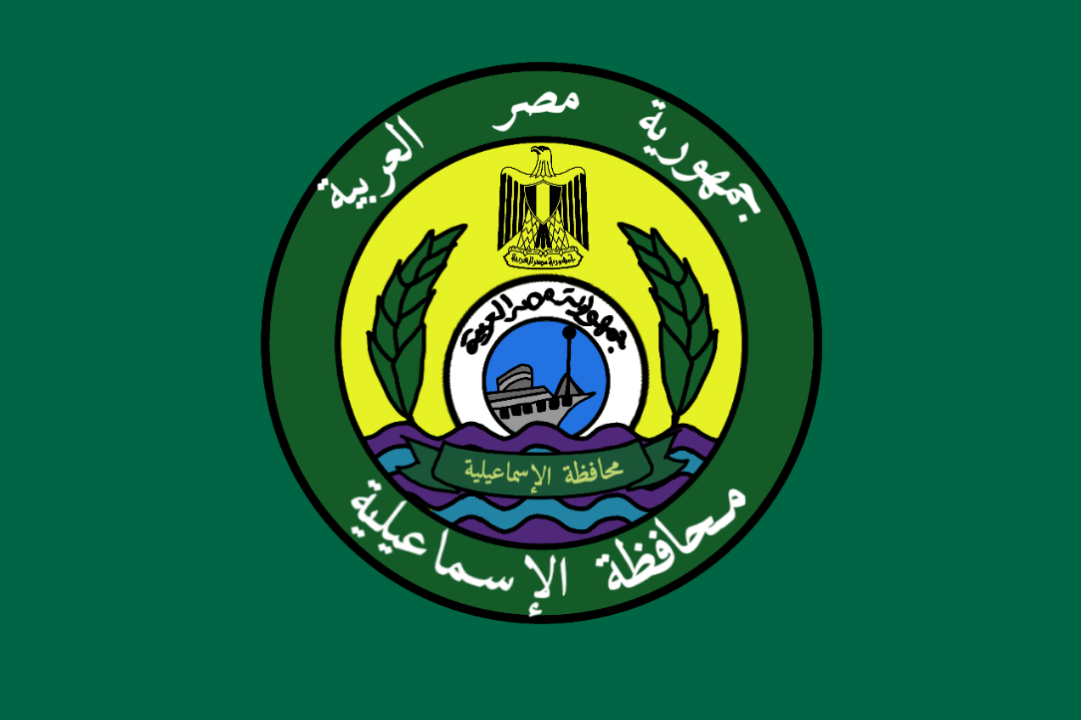
Drapeau de Governadorat d'Ismailiya
Drapeau du Gouvernorat de la Nouvelle-Vallée
Drapeau de Gozo
Drapeau du Grand Londres
Drapeau de Għajnsielem
Drapeau de Gżira
Drapeau de Haarlemmerliede en Spaarnwoude
Drapeau de Haarlemmermeer en 1965
Drapeau de Haarlemmermeer en 2019
Drapeau de Hardenberg
Drapeau de Hengelo
Drapeau du Herefordshire
Drapeau de Hertfordshire
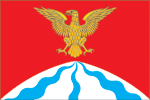
Drapeau de Holm-jirkovsky district
Drapeau du Chef d'État-Major (Israël)
Drapeau d'IJsselmuiden en 1938
Drapeau d'IJsselmuiden en 1994
Drapeau de l'île de Wight
Drapeau de l'oblast d'Ivanovo
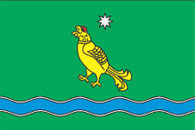
Drapeau du raïon d'Ivankiv
Drapeau d'Iława
Drapeau de Jefferson City
Drapeau de Jerez de la Frontera
Drapeau de Jerez
Drapeau de Juist
Drapeau de Juneau
Drapeau de Jönköping
Drapeau du Gouvernorat de Kafr el-Cheik
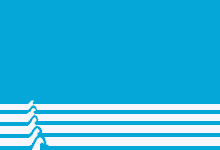
Drapeau de Kamysevaha
Drapeau de Kinshasa
Drapeau de Kiribati
Drapeau de Klundert
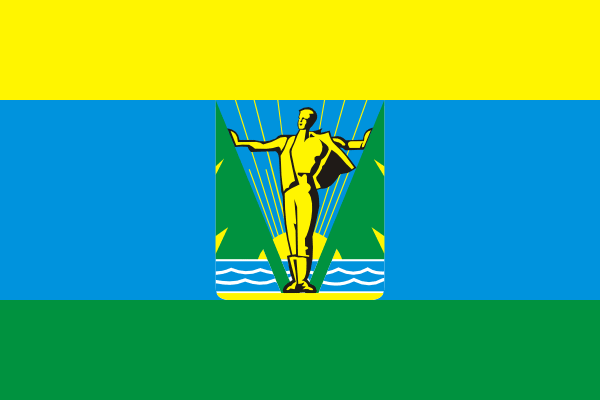
Drapeau de Komsomolsk-sur-l'Amour
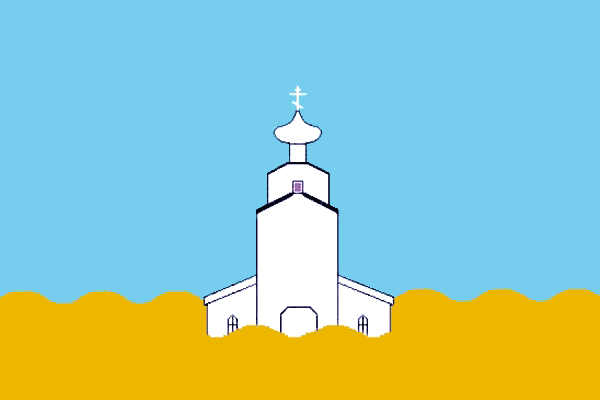
Drapeau de Kourtamych
Drapeau de l'Oblast de Léningrad
Drapeau de Lentegí
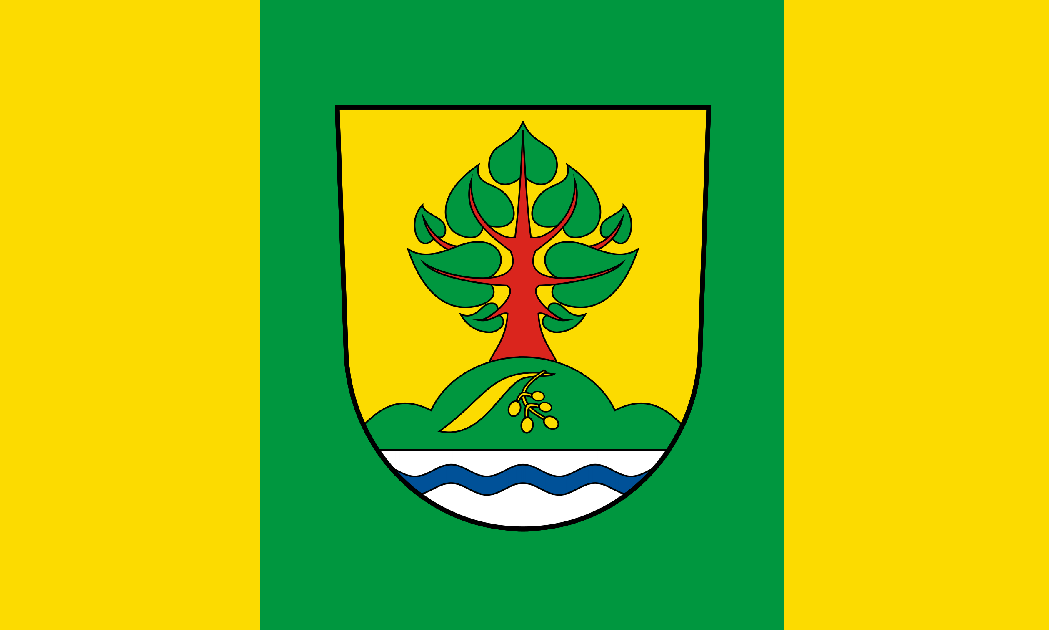
Drapeau de Liepgarten
Drapeau de Maarssen
Drapeau de Maasgouw
Drapeau de l'oblast de Magadan
Drapeau de Makhachkala
Drapeau de Marsaskala
Drapeau de Marum
Drapeau de Mayaguez
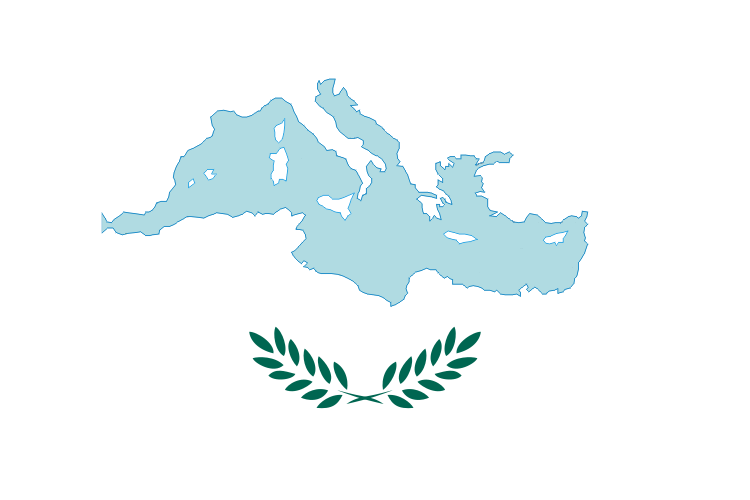
Drapeau de Méditerranée
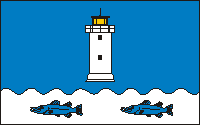
Drapeau de Meeksi
Drapeau de Mequinenza
Drapeau du Merseyside
Drapeau de Milagros
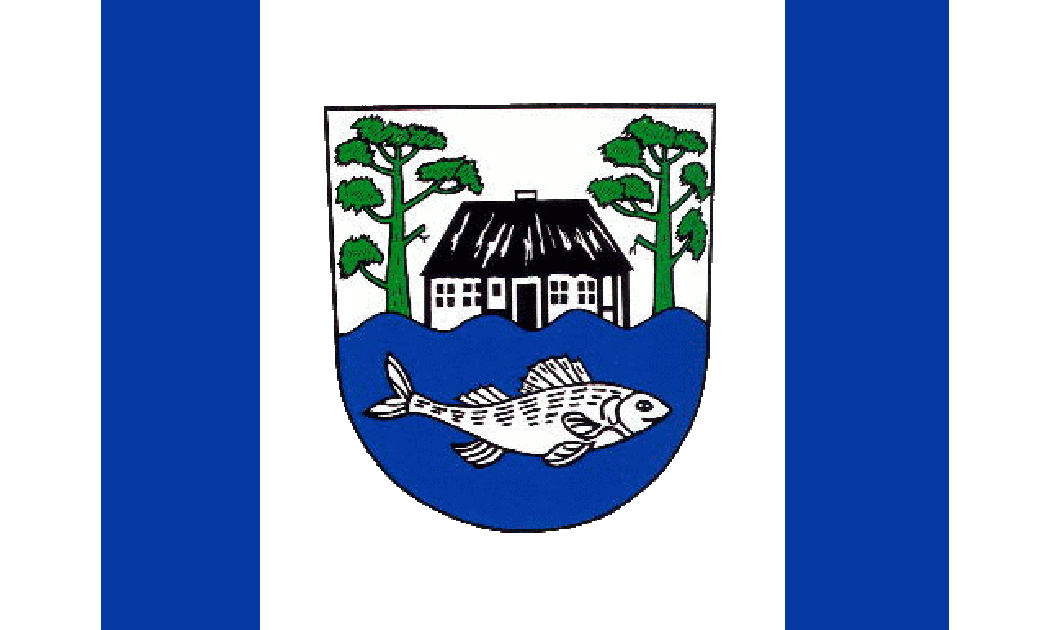
Drapeau de Mönkebude
Drapeau de Mġarr
Drapeau de Nairobi
Drapeau de Naval Ensign of the West Indies Federation (1958–1962).svg
Drapeau de Nederlek
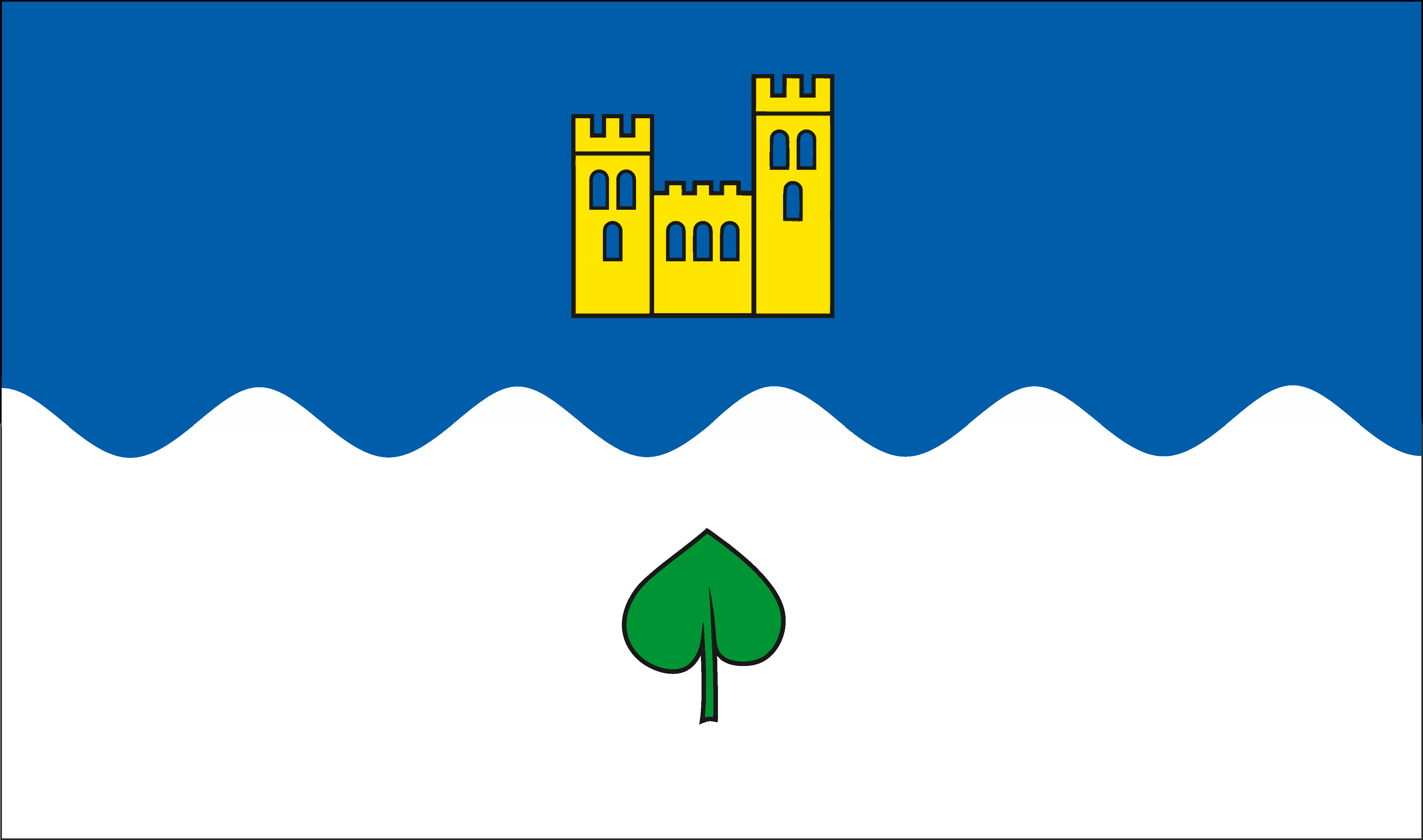
Drapeau de Neetzow-Liepen
Drapeau de Nelson
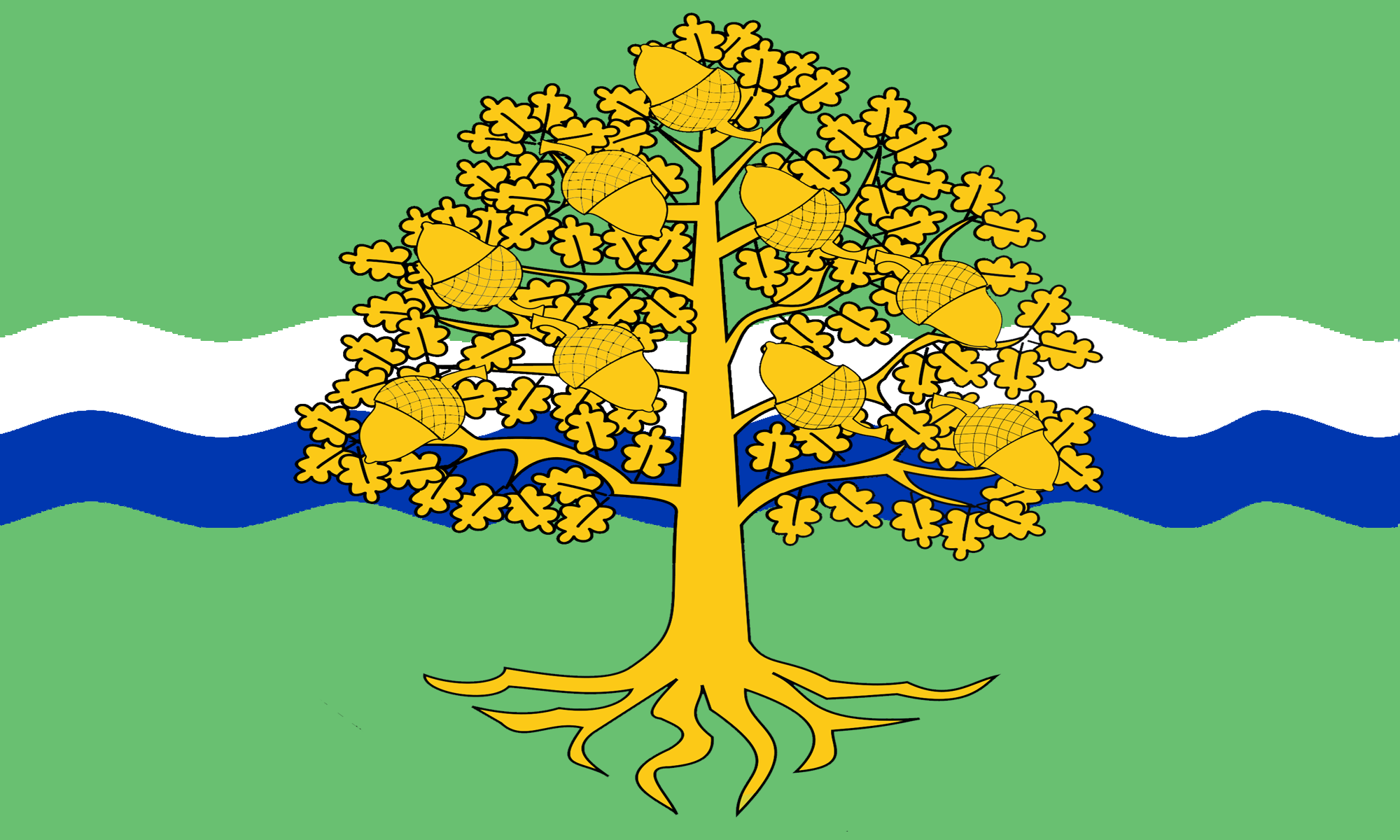
Drapeau du siège du Nottinghamshire
Drapeau du Nouveau-Brunswick
Drapeau de Nuquí
Drapeau d'Oldambt
Drapeau d'Oliete
Drapeau d'Omsk Oblast
Drapeau d'Otívar
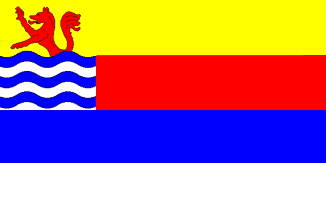
Drapeau d'Oud-Vossemeer
Drapeau d'Overijssel
Drapeau de l'Oxfordshire
Drapeau du Pays nantais
Drapeau de Peal de Becerro
Drapeau de Peterborough
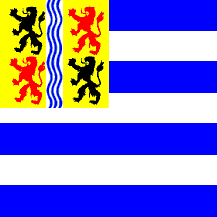
Drapeau de Poortvliet
Proposition de drapeau de l'Inde portugaise
Drapeau de Prince George
Drapeau de la Province de Santa Cruz
Drapeau de la Province de Santa Cruz de Tenerife
Drapeau de Pyhäranta
Drapeau de Rabé de las Calzadas
Drapeau de Rezmondo
Drapeau de Riolobos
Drapeau de Rockville
Drapeau de Roerdalen
Drapeau de Rosalejo
Drapeau de Saint Paul's Bay
Drapeau de Salinas del Manzano
Drapeau de San Fernando
Drapeau de San Juan
Drapeau de Santa Olalla del Valle
Drapeau de Scarborough
Drapeau de Schouwen-Duiveland
Drapeau des Seychelles de 1977 à 1996
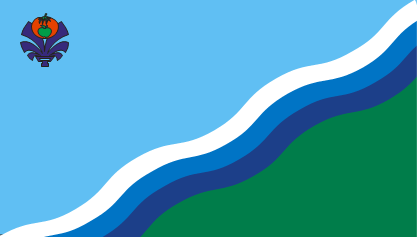
Drapeau de Slobozia
Drapeau de L'Écluse
Drapeau de Smilde
Drapeau de Soest
Drapeau de Sopeñano
Drapeau de Stary Dzierzgoń
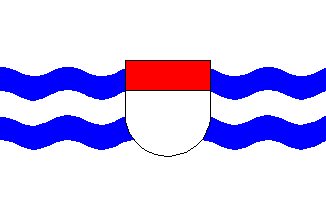
Drapeau de Stavenisse
Drapeau de Stichtse Vecht
Drapeau de Swieqi
Drapeau de Słupsk
Drapeau de Ten Boer
Drapeau de Tiétar
Drapeau de Torrenueva Costa
Drapeau de Totalán
Drapeau de l'Oblast d'Oulianovsk en 2004
Drapeau de Valdecañas de Tajo
Drapeau de Vallromanes
Drapeau de Valverde-Enrique
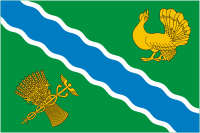
Drapeau du Raion de Verkhovazhsky
Drapeau de Villademor de la Vega
Drapeau de Villamayor de Gállego
Drapeau de Vlist
Drapeau de Vorden
Drapeau du comté de Västernorrland
Drapeau de Västra Götaland
Drapeau de la Fédération des Indes occidentales
Drapeau des Hébrides extérieures
Drapeau de Winsum
Drapeau de Worcestershire
Drapeau de Xgħajra
Drapeau du Yorkshire du Sud
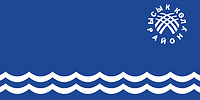
Drapeau du District d'Ysyk-Köl
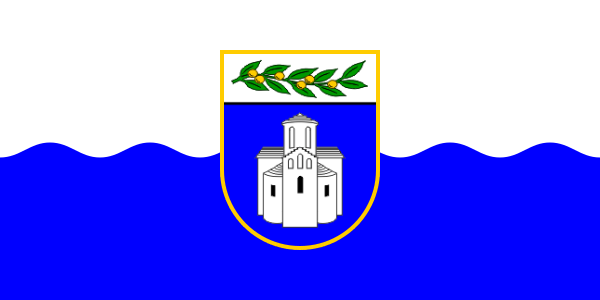
Drapeau du Comitat de Zadar
Drapeau de Zazuar
Drapeau de Zélande
Drapeau de De Marne>